# Möbeltassar

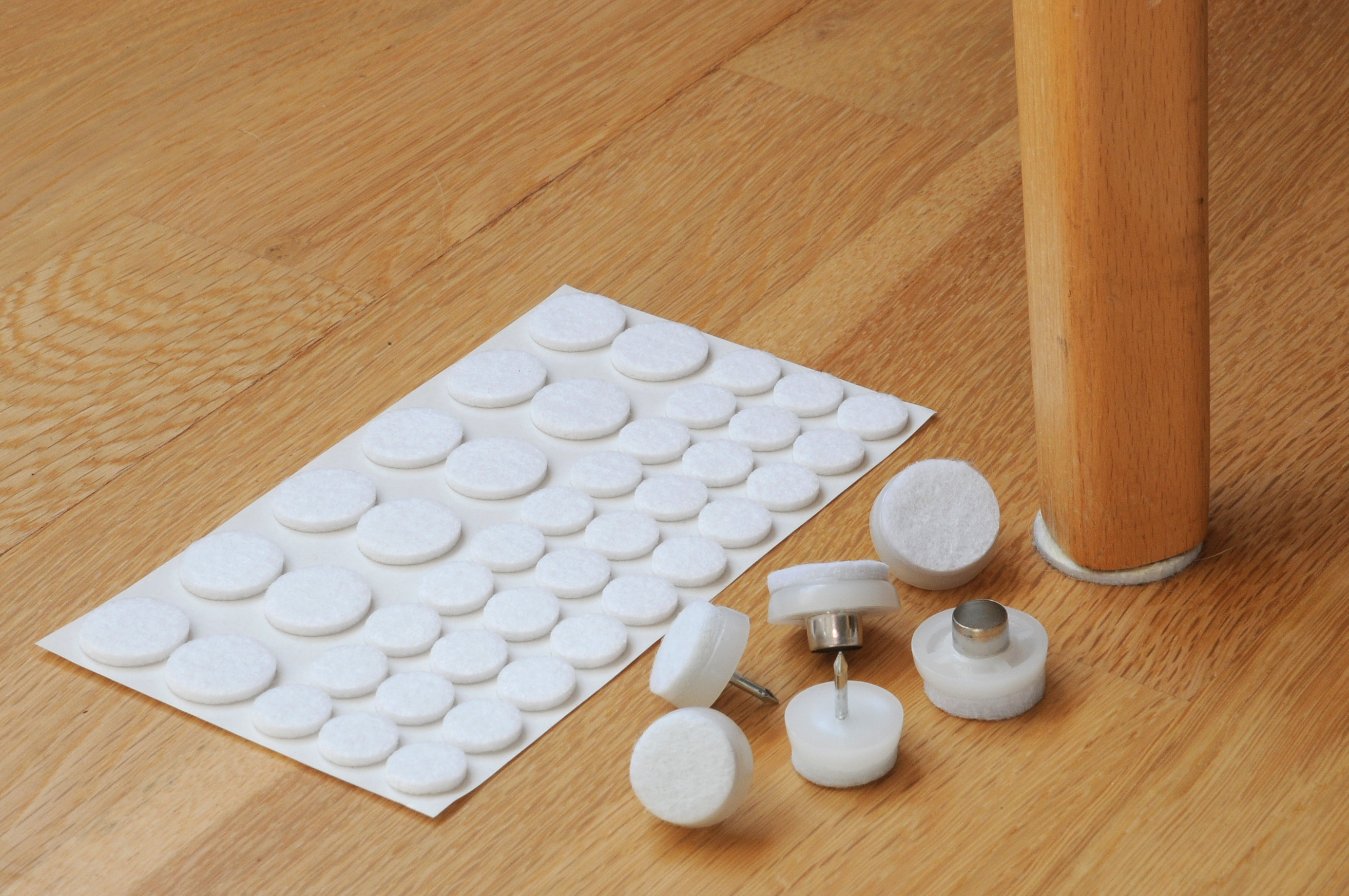
Olika typer av möbeltassar

Möbeltassar används under möbler för att dessa inte ska skada ytan de står på, eller orsaka ett skrapljud mot golvet eller underlaget när de flyttas. Tassarna är oftast självhäftande, vilket gör dem enkla att applicera på möbeln, men finns även med rörnit eller spik. Möbeltassar finns i de flesta varuhus.